# 第18軍 (日本軍)
第18軍（だいじゅうはちぐん）は、大日本帝国陸軍の軍の一つ。

## 沿革
昭和17年（1942年）11月に編成され、第8方面軍隷下ニューギニア方面の作戦を担当した。北東および北西ニューギニアで戦闘を続けたが、連合国軍の攻撃により甚大な損害を蒙り、壊滅状態となった。補給も途絶したため、連合国軍との戦闘のみならず、食糧不足にも陥り、飢餓による死者も多数出している。
1945年（昭和20年）9月に降伏、武装解除後も病没者が相次ぎ、収容先のムッシュ島で1148人が没した。

## 軍概要

### 歴代司令官
- 安達二十三中将 陸士22期：1942年（昭和17年）11月9日 - 終戦

### 歴代参謀長
- 吉原矩中将 陸士27期：1942年（昭和17年）11月9日 - 終戦

### 最終司令部構成
- 司令官：安達二十三中将
- 参謀長：吉原矩中将
- 高級参謀：杉山茂大佐
- 高級副官：東平作中佐
- 兵器部長：林英雄大佐
- 経理部長：金子関蔵主計大佐
- 軍医部長：広瀬義夫軍医少将
- 獣医部長：石坂九郎治獣医大佐
- 司令部附：山田栄三少将

### 最終所属部隊
- 第20師団
- 第41師団
- 第51師団
- 第12野戦高射砲隊
- 第1船舶団
- 第44兵站地区隊
- 第54兵站地区隊
- 第3野戦輸送司令部
- 第四野戦輸送司令部
- 第12航空地区司令部
- 第30航空地区司令部